# Liste der Listed Buildings in Renfrew
In dieser Liste sind sämtliche Baudenkmäler in der schottischen Stadt Renfrew in Renfrewshire zusammengefasst. Die Bauwerke sind anhand der Kriterien von Historic Scotland in die Kategorien A (nationale oder internationale Bedeutung), B (regionale oder mehr als lokale Bedeutung) und C (lokale Bedeutung) eingeordnet. Derzeit gibt es in Renfrew vier Denkmäler der Kategorie A, zehn Denkmäler aus der Kategorie B und drei aus der Kategorie C.

## Denkmäler
| Name                                     | Typ                | Lage                            | Kategorie | Eintrag | Bild                               |
| ---------------------------------------- | ------------------ | ------------------------------- | --------- | ------- | ---------------------------------- |
| Renfrew Old Parish Church                | Kirche             | 55° 52′ 40,5″ N, 4° 23′ 11,3″ W | B         | 40416   | Renfrew Old Parish Church          |
| Statuen in der Renfrew Old Parish Church | Statuen            | 55° 52′ 40,5″ N, 4° 23′ 11,3″ W | A         | 40417   |                                    |
| 1–3 Hairst Street                        | Geschäftsgebäude   | 55° 52′ 43,3″ N, 4° 23′ 13,1″ W | B         | 40418   |                                    |
| Ferry Inn                                | Gaststätte         | 55° 53′ 8,4″ N, 4° 23′ 0,1″ W   | C         | 40419   | Ferry Inn                          |
| Victory Baths                            | Badeanstalt        | 55° 52′ 41,9″ N, 4° 23′ 23,2″ W | B         | 40420   | Victory Baths                      |
| Polizeirevier von Renfrew                | Polizeirevier      | 55° 52′ 41,9″ N, 4° 23′ 25″ W   | B         | 40421   | Polizeirevier von Renfrew          |
| The Wheatsheaf                           | Gaststätte         | 55° 52′ 44,8″ N, 4° 23′ 12,5″ W | C         | 40422   | The Wheatsheaf (links)             |
| Argyle Stone & St Conval’s Chariot       | Steine             | 55° 52′ 48,4″ N, 4° 24′ 28,6″ W | B         | 40423   | Argyle Stone & St Conval’s Chariot |
| White Cart Bridge                        | Brücke             | 55° 52′ 48,6″ N, 4° 24′ 37,2″ W | A         | 40424   | White Cart Bridge                  |
| Schwingbrücke von Renfrew                | Brücke             | 55° 52′ 48″ N, 4° 24′ 32,8″ W   | A         | 40425   | Schwingbrücke von Renfrew          |
| Brown Institute                          | Clubheim           | 55° 52′ 47,9″ N, 4° 23′ 7,8″ W  | B         | 40426   | Brown Institute                    |
| 1 High Street                            | Kreditinstitut     | 55° 52′ 44,4″ N, 4° 23′ 11,2″ W | B         | 40427   | 1 High Street                      |
| 4–24 High Street                         | Wohngebäude        | 55° 52′ 42,6″ N, 4° 23′ 11,9″ W | B         | 40428   | 4–24 High Street                   |
| Renfrew Parish Council Chambers          | Verwaltungsgebäude | 55° 52′ 48,5″ N, 4° 23′ 10,5″ W | B         | 40429   |                                    |
| Rathaus von Renfrew                      | Rathaus            | 55° 52′ 44,3″ N, 4° 23′ 14″ W   | A         | 40430   | Rathaus von Renfrew                |
| Renfrew North Parish Church              | Kirche             | 55° 52′ 49,5″ N, 4° 23′ 11,3″ W | B         | 44585   | Renfrew North Parish Church        |
| Renfrew Trinity Church                   | Kirche             | 55° 52′ 35,8″ N, 4° 23′ 24,4″ W | C         | 51286   | Renfrew Trinity Church             |

- Karte mit allen Koordinaten:
- OSM |
- WikiMap